# ميخائيل كوين
ميخائيل كوين (بالإنجليزية: Michael Quinn)‏ (2 يوليو 1962 بأديلايد في أستراليا - ) هو لاعب كريكت أسترالي. لعب مع فريق فكتوريا للكريكت.

## وصلات خارجية
- ميخائيل كوين على موقع إي آس بي آن كريك إنفو (الإنجليزية)